# Хронология событий, связанных с Anonymous
В статье перечислены основные акции «Анонимус» с 2008 года по настоящее время, получившие освещение в российских и мировых средствах массовой информации.

## 2008

### Проект «Чанология»
Группа получила всемирную известность в результате проекта «Чанология», направленного против Церкви сайентологии.

## 2010

### Операция «Расплата»
Серия DDoS и прочих атак (в том числе взломов) на сайты организаций и частных лиц, продвигающих законы об авторском праве, ограничении свободы в интернете, занимающихся поиском и преследованием так называемых «пиратов».
Продолжение «Операция „Расплата“» получила в связи с арестом Джулиана Ассанжа, основателя сайта Wikileaks.
Тогда были взломаны:
1. Платежная система PayPal — заблокирован сайт, и нарушена система обработки электронных платежей.
2. Платежная система Mastercard — аналогично.
3. Платежная система Visa — аналогично.
4. Банк PostFinance — нарушение возможности осуществлять онлайн-банкинг.
5. Сайт сенатора Джо Либермана (первый сайт правительственного уровня (.gov)) — лоббировавшего принятие закона, согласно которому Ассанжа можно привлечь к ответственности по обвинению в шпионаже.
6. Страница и личный e-mail бывшего губернатора Аляски Сары Пэйлин — призывавшей физически устранить Ассанжа.
7. Сайт адвоката, представляющего 2 шведок, по обвинению в изнасиловании которых Ассандж был арестован.
8. Сайт шведского правительства.
9. Сайт шведской прокуратуры, по запросу которой Ассанж был арестован.
10. Портал интернет-магазина Amazon.com — на серверах которого до 8 декабря 2010 г. работал WikiLeaks, после чего был выселен[2].
11. Взлом и отключение PlayStation Network (PSN).
12. Взлом сайта американской аналитическо-исследовательской компании «Stratfor»[3].

⁣
После опубликования конфиденциальных американских документов 28 ноября 2010 года сайт WikiLeaks подвергся атаке. Сайт некоторое время был недоступен пользователям. Содержатели сайта назвали причину неполадок DDoS-атакой.
Сразу после обнародования каблограмм, которыми правительство обменивалось с посольствами США в других странах, Amazon перестал предоставлять хостинг сайту WikiLeaks.
4 декабря платежная система PayPal заморозила учетную запись WikiLeaks. Впоследствии были заблокированы переводы через системы VISA и MasterCard. Движение «Anonymous» объявило войну сайтам компаний, действующих во вред сайту Wikileaks.
От действий Анонимов пострадали платежные системы Visa, Mastercard, заморозившие счета Джулиана Ассанджа, и PayPal, отказавшейся принимать переводы на имя Ассанджа. Помимо этого атаке подверглись хостинг-провайдер Amazon, швейцарский банк PostFinance, EveryDNS, сайт шведской прокуратуры и сайт бывшего губернатора Аляски Сары Пейлин. Акцию по защите сайта Wikileaks Анонимы называют операцией «Расплата». Атаки «Анонимы» проводят при помощи инструмента LOIC.

## 2011

### Атаки на сайты правительства Египта
В 2011 году хакеры «Анонимы» заявили, что начали скоординированные атаки на сайты правительства Египта. От действий хакеров пострадали ресурсы Министерства информации Египта, а также правящей Национальной демократической партии.

### Booz Allen Hamilton
В июле 2011 года хакеры опубликовали секретные данные, похищенные с сервера американской консультационной компании Booz Allen Hamilton. Группа Anonymous заявила, что это было сделано с целью продемонстрировать слабость систем защиты, используемых фирмой в собственных сетях.

### Операция Darknet
В октябре 2011 года группа Anonymous взяла на себя ответственность за взлом более 40 ресурсов, распространяющих детскую порнографию. В частности, хакеры взломали сайт Lolita City и опубликовали личные данные более полутора тысяч пользователей этого сайта.

## 2012

### Акция «MegaUpload»
19 января 2012 года сайт MegaUpload был закрыт. В знак протеста была проведена крупнейшая, по заявлению Anonymous, в истории Интернета DDoS-атака с применением LOIC.
«Правительство отключило Megaupload? Через 15 минут группа Anonymous отключит правительственные сайты и сайты звукозаписывающих компаний», — написал в своем блоге один из членов группы Anonymous. Группа сразу начала атаку на сайт американского Минюста и Universal Music.
На несколько часов были выведены из строя сайты Федерального бюро расследований, Белого дома, Министерства юстиции, холдинга звукозаписи Universal Music Group, Американской ассоциации звукозаписывающих компаний, Американской ассоциации кинокомпаний, Американского управления авторского права.

### Атака на сайт Европарламента
26 января 2012 года на сайт Европарламента обрушилась мощная DDoS-атака Anonymous после подписания Польшей Торгового соглашения по борьбе с контрафакцией.

### Перехват телеконференции ФБР и Скотланд-Ярда
3 февраля 2012 года «Анонимус» перехватили телеконференцию ФБР и Скотланд-Ярда, участники которой обсуждали меры борьбы с хакерами. Запись телеконференции была размещена в Интернете. Также была размещена копия электронного письма ФБР, в котором приведены адреса электронной почты участников этой телеконференции.

### Операция «Россия» (OpYoungBustards)
В конце января 2012 года хакеры, называющие себя участниками международной группировки Anonymous, начали выкладывать взломанную переписку высокопоставленных функционеров Росмолодёжи и движения «Наши», в которой, в частности, предположительно фигурировали показатели теневой финансовой деятельности проправительственных организаций и частных лиц.
В первую очередь, была выложена переписка руководителя агентства Василия Якеменко и его пресс-секретаря Кристины Потупчик.
По результатам публикации разразился скандал, и многим из участвовавших и упомянутых в переписке лиц пришлось оправдываться.
Например, Илья Варламов дал интервью Русской службе Би-би-си, в котором попытался опровергнуть выдвинутые против него и принадлежащего ему агентства «Ридус» обвинения.
Сервисы, на которых выкладывались архивы переписки, подверглись DDoS-атакам, однако хакеры и их сторонники продолжили публикацию и републикацию информации доступными средствами.
Позже, в интервью по электронной почте Русской службе Би-би-си хакеры подчеркнули, что у них есть «много рычагов влияния на разнообразных проходимцев» и что они готовы продолжить публикацию писем «Наших».
В начале февраля 2012 года хакеры взломали старый сайт калужского регионального отделения партии «Единой России», разместив на нём своё видеообращение к «продажным чиновникам и блогерам».
Проанализировав ставшую общедоступной переписку высокопоставленных чиновников, юристы издательского дома «Коммерсантъ» пришли к выводу о возможной причастности движения «Наши» к организации DDoS-атаки на сайт «Ъ» в 2008 году, в связи с чем было принято решение обратиться с заявлением в МВД РФ. В ответ Кристина Потупчик пригрозила подачей судебных исков к генеральному директору издательского дома «Коммерсант» Демьяну Кудрявцеву, однако последний в интервью телеканалу «Дождь» отметил: «Мне вообще глубоко плевать на Кристину Потупчик и движение „Наши“ во всей этой истории. Мне не плевать на очень простую вещь: компьютерные преступления — это вещь, которая приводит к огромным потерям… Мала еще Кристина Потупчик травить ИД, а за намерение, я считаю, людей нельзя судить ни в коем случае».

### Операция «Освободите Хамзу» (Free Hamza Op)
24 февраля 2012 года в Берлине перед зданием посольства Королевства Саудовская Аравия прошла демонстрация в защиту саудовского блогера Хамзы Кашгари, которого могут казнить за три недостаточно лояльных твита в адрес пророка Мухаммеда. Демонстрация организована силами движения Anonymous.

### Атака на сайт Интерпола
29 февраля 2012 года «Анонимус» вывели из строя сайт Интерпола в ответ на аресты в Испании, Чили, Аргентине и Колумбии 25 членов движения. Сайт подвергся DDoS-атаке и ушёл в офлайн на 20-30 минут. Спустя несколько часов после сообщения об атаке интернет-ресурс все ещё работал с перебоями: примерно из половины точек в разных странах сайт оставался недоступным.

### Атака на сайт AIPAC
4 марта 2012 года «Анонимус» совместно с движением Occupy AIPAC подвергли DDoS-атаке сайт Американо-израильского комитета по общественным связям (AIPAC) — крупнейшего произраильского лобби США. Атака была произведена во время начала ежегодной конференции AIPAC.
Ранее в этот же день «Анонимус» разместили на YouTube видео, в котором они обещают заставить AIPAC «заплатить за свои преступления».
Закадровый голос говорит в видео:
|  | Несколько недель назад мы заявили о начале крестового похода против правительства Израиля и всех его союзников, совершающих преступление против человечности и систематический геноцид. ... AIPAC теперь наш враг. Мы призываем к захвату AIPAC и разрушению их веб-сайтов, мы заставим их заплатить за свои преступления. |

«Анонимус» призвали своих интернет-пользователей к «крестовому походу» на Израиль, который они обвиняют в совершении «преступлений против человечества».

### Атаки на сайт Ватикана
7 марта 2012 года «Анонимус» вывели из строя официальный сайт города-государства Ватикан — резиденции высшего духовного руководства римско-католической церкви. Причиной атаки на сайт Святого Престола стали антиклерикальные настроения участников интернет-сообщества. На своём сайте «Анонимус» обвинили Ватикан в том, что на нём лежит ответственность за длинный список злодеяний, имевших место на протяжении всей истории католической церкви.
|  | Сегодня «Анонимус» решили блокировать сайт Ватикана в ответ на вашу доктрину, литургию и абсурдные устаревшие концепции, которые ваша организация, существующая ради получения прибыли, распространяет по всему миру. — Анонимус |

В заявлении «Анонимус» отмечается, что атака на сайт Ватикана направлена не против христианской религии и верующих, а против «коррумпированной Римско-католической церкви».
12 марта 2012 года «Анонимус» провели вторую DDoS-атаку на официальный сайт Ватикана. Сайт был недоступен в течение нескольких часов. Одновременно атаке подвергся сайт Радио Ватикана, «Анонимус» удалось получить доступ к серверу и базе данных радиостанции. Представители «Анонимус» заявили, что эта атака, как и предыдущая, является протестом против политики католической церкви и что участники движения считают концепции католической церкви устаревшими и абсурдными.

### SaveTheArctic
26 июня и 13 июля 2012 года «Анонимус» выложили в общей сложности более 1000 адресов электронной почты и паролей с сайтов компаний Exxon Mobil, Shell, BP, Газпром и Роснефть. Операция хакеров была проведена с целью защиты арктического шельфа от нефтяных разработок, которые, по мнению активистов, вредят окружающей среде. «Нам понятно, что мы выступаем против наиболее могущественных компаний в мире. Но вместе у нас есть нечто большее, чем армия любого государства или бюджет любой компании. Наша общая тревога о планете, которую мы оставляем детям, превосходит все разделяющие нас рамки, и делает нас вместе самой мощной силой на сегодняшний день».

## 2013

### Акция «Aaron Swartz»
26 января 2013 года «Анонимус» атаковали и взломали официальный сайт Комиссии США по исполнению наказаний. Они заявили, что взлом был произведен в качестве мести за смерть интернет-активиста Аарона Шварца, который покончил с собой в Нью-Йорке за две недели до этого, 11 января 2013 года. Они установили контроль над сайтом рано утром 26 января и разместили на главной странице сообщение, в котором указывалось, что США «пересекли черту» (crossed a line) и что они угрожают опубликовать найденную на сайте информацию.
26-летний Аарон Шварц участвовал в работе над созданием спецификации RSS-фида 1.0 и был сооснователем сайта социальных новостей Reddit.

### Операция «Израиль»
7 апреля 2013 года «Анонимус» атаковали более 100 тысяч израильских сайтов. По данным «Anonymous» жертвами хакеров стали 40 тысяч страниц в Facebook и пять тысяч Twitter-аккаунтов. Кроме того, утверждается в микроблоге «Anonymous», было взломано 30 тысяч банковских счетов, принадлежащих израильтянам. Общий ущерб от атаки хакеры оценили в три миллиарда долларов. Данная акция стала ответом на операцию «Облачный столп», прошедшую в ноябре 2012 года.

## 2015

### Операция «Париж»
6 ноября 2015 года «Анонимус» заявил, что начинает войну против ИГ. Взлом и публикация 5000 аккаунтов членов террористической группировки «Исламское государство» (ИГИЛ) в сети в рамках акции «Операция Париж».

## 2022

### Кибервойна с Россией
25 февраля 2022 года, в связи с вторжением России на Украину, хакеры «Анонимус» объявили кибервойну правительству России на своём новостном канале в «Твиттере» и взяли на себя ответственность атаковать сайт «RT» DDoS-атаками. Позже были атакованы сайты Кремля и Министерства обороны.
28 февраля сайты изданий Forbes, «Фонтанка.ру», РБК, «Коммерсантъ», ТАСС, «Известия» и ряд других подверглись атаке, в результате которой вместо стартовой страницы находилось антивоенное обращение от «Анонимус». Также хакеры взломали данные морского отслеживания яхты, предположительно принадлежащей Владимиру Путину.
7 марта «Анонимус» взломали ряд российских телеканалов, а также сервисы Wink и ivi.ru и транслировали там кадры вторжения России на Украину.
23 марта «Анонимус» заявили о взломе Банка России и объявили что обнародуют данные в течение 48 часов. В Банке России информацию опровергли. 25 марта хакеры опубликовали 28 гигабайт данных, как утверждается, полученных в результате взлома. Впрочем, некоторые источники сообщили, что «не нашли никаких секретных (или недоступных обычному пользователю) данных» во взломе. Возможно, это были другие хакеры, только причислившие себя к группировке «Анонимус».